# ابتنو
ابتنو (به آلمانی: Abtenau) یک شهر بازاری و municipality of Austria در اتریش است که در Hallein District واقع شده‌است.